# مرقئة طرفية الأزهار
مرقئة طرفية الأزهار (الاسم العلمي:Sanguisorba lateriflora) هي نوع من النباتات تتبع جنس المرقئة من الفصيلة الوردية.